# Trachymyrmex desertorum
Trachymyrmex desertorum is een mierensoort uit de onderfamilie van de Myrmicinae. De wetenschappelijke naam van de soort is voor het eerst geldig gepubliceerd in 1911 door Wheeler, W.M..